# 张奕恺
张奕恺（英語：Nick Teo，1989年6月28日—），新加坡男演员，模特儿、主持人。擅长演戏，唱歌、跳舞、走秀及打篮球。2012年参加《8Days Shirtless Guy Search（赤膊先生选秀）》获得冠军。现为新传媒旗下的新艺经纪（TCA）合约男艺人。

## 个人背景
- 2013年毕业于新加坡义安理工学院。

## 演艺生涯

### 2012年至2015年
2012年，参加《Mister Singapore（新加坡先生）》获得亚军，《8Days Shirtless Guy Search（赤膊先生选秀）》获得冠军。
2014年，参演新传媒8频道电视剧《祖先保佑》、客串新传媒8频道电视剧《你也可以是天使》饰演Ken(肯)、新传媒8频道长寿剧《118》饰演张振辉，新加坡短片《Street of the Dead（死人街）》。
2015年，参演新传媒8频道电视剧《音为爱》、新传媒8频道电视剧《信约: 我们的家园》饰演洪国顺、新传媒8频道电视剧《人生无所畏》饰演汪鸿志。凭新传媒8频道电视剧118入围《第21届红星大奖》最佳新人奖。

### 2016年至2020年
2016年，参演新传媒8频道电视剧《富贵平安》饰演赵仁义，新传媒8频道电视剧《绝世好工》饰演应征者，新传媒8频道方言剧《吃饱没？》饰演美美哥哥，新传媒Toggle网络剧《小咖大作战》饰演杜一阳，长寿剧新传媒8频道《118 II》饰演张振辉。
2017年，参演新传媒Toggle YES933电台网络剧《亲爱的九月》饰演林恺，新传媒8频道《梦想程式》饰演Max(麦斯)，新传媒8频道电视剧《第一主角》饰演邓永康，新传媒Toggle网络剧《战备好兄弟》饰演Nathan Teo(纳丹)，客串新加坡吴培双执导的电影《天公仔 》以及客串新加坡梁智强导演的电影《新兵正传 IV》。
2018年，新传媒Toggle网络剧《加文纳桥的约定》饰演Nick(呢克)，新传媒8频道电视剧《分裂》饰演李仁威，新传媒8频道电视剧《229明天见》饰演吴伟雄，新传媒8频道电视剧《祖先保佑2》饰演李栋梁。
2019年，参演新传媒8频道电视剧《阴错阳差》饰演马玉成，新传媒U频道电视剧《离。归》，新传媒8频道电视剧《一切从昏睡开始》饰演吴森建，新传媒8频道电视剧《我的万里挑一》饰演温子豪，新传媒8频道电视剧《警徽天职之海岸卫队》饰演萧益守。
2020年，参演新传媒8频道电视剧《男神不败》饰演Alfred（阿尔弗雷德），新传媒8频道电视剧《花花公子》饰演何中庭。

### 2021年至今
2021年，参演新传媒8频道电视剧《关键证人》饰演Aaron（亚伦），新传媒meWATCH网络剧《小心啊！谢宇航》饰演Ron（伦）。

## 音乐作品
| 年份   | 专辑名称                           | 歌曲名称 | 合唱                                                                                                   | 备注 |
| 2020年 | 新传媒群星贺岁《裕鼠鼠纳福迎春乐》 | 新年快乐 | 包勋评，罗美仪，吴劲威，洪凌，谢俊峰，陈楚寰，朱哲伟，何盈莹，黄暄婷，陈一熙，黄怡灵，黄俊融，阳光可乐 | 合辑 |

## 影视作品

### 电视剧
| 年份            | 频道          | 剧名                          | 角色                | 性质           |
| 2014年          | 新传媒8频道   | 祖先保佑                      | 次要角              | 次要角         |
| 2014年          | 新传媒8频道   | 你也可以是天使                | Ken (肯)            | 客串           |
| 2014年 - 2015年 | 新传媒8频道   | 118                           | 张振辉              | 男配角         |
| 2015年          | 新传媒8频道   | 音为爱                        | 次要角              | 次要角         |
| 2015年          | 新传媒8频道   | 信约: 我们的家园              | 洪国顺              | 次要角         |
| 2015年 - 2016年 | 新传媒8频道   | 人生无所畏                    | 汪鸿志              | 次要角         |
| 2016年          | 新传媒8频道   | 富贵平安                      | 赵仁义              | 次要角         |
| 2016年          | 新传媒8频道   | 绝世好工                      | 应征者              | 次要角         |
| 2016年          | 新传媒8频道   | 吃饱没？                      | 美美哥哥            | 客串           |
| 2016年 - 2017年 | 新传媒Toggle  | 小咖大作战                    | 杜一阳              | 次要角         |
| 2016年 - 2017年 | 新传媒8频道   | 118 II                        | 张振辉              | 男配角         |
| 2017年          | 新传媒Toggle  | 亲爱的九月 (YES933电台网络剧) | 林恺                | 男主角之一     |
| 2017年          | 新传媒8频道   | 梦想程式                      | Max (麦斯)          | 反角           |
| 2017年          | 新传媒8频道   | 第一主角                      | 邓永康              | 男配角         |
| 2017年 - 2018年 | 新传媒Toggle  | 战备好兄弟 (网络剧)           | Nathan Teo (纳丹)   | 男主角之一     |
| 2018年          | 新传媒Toggle  | 加文纳桥的约定                | Nick (呢克)         | 次要角         |
| 2018年          | 新传媒8频道   | 分裂                          | 李仁威              | 男配角         |
| 2018年          | 新传媒8频道   | 229明天见                     | 吴伟雄              | 男配角         |
| 2018年          | 新传媒8频道   | 祖先保佑2                     | 李栋梁              | 男配角         |
| 2019年          | 新传媒8频道   | 阴错阳差                      | 马玉成              | 男配角         |
| 2019年          | 新传媒U频道   | 离。归                        | 次要角              | 次要角         |
| 2019年          | 新传媒8频道   | 一切从昏睡开始                | 吴森建              | 男配角         |
| 2019年          | 新传媒8频道   | 我的万里挑一                  | 温子豪              | 次要角         |
| 2019年          | 新传媒8频道   | 警徽天职之海岸卫队            | 萧益守              | 男配角         |
| 2020年          | 新传媒meWATCH | 柠檬苦茶                      | Leo                 | 次要角         |
| 2020年          | 新传媒8频道   | 男神不败                      | Alfred (阿尔弗雷德) | 次要角         |
| 2020年          | 新传媒8频道   | 花花公子                      | 何中庭              | 男配角         |
| 2021年          | 新传媒8频道   | 关键证人                      | Aaron(亚伦)         | 次要角         |
| 2021年          | 新传媒meWATCH | 小心啊！谢宇航 (网络剧)       | Ron(伦)             | 次要角         |
| 2021年          | 新传媒8频道   | 邻里帮                        | 孙俊英              | 客串           |
| 2021年          | 新传媒MeWATCH | 周公讲鬼之行行都撞鬼          | Aiden               | 单元主角       |
| 2022年          | 新传媒8频道   | 亲家、冤家做头家              | Kris Lee            | 男配角         |
| 2022年          | 新传媒8频道   | 守护星                        | 潘志成              | 男配角         |
| 2022年          | 新传媒8频道   | 卫国先锋2                     | Apollo 张泽翰       | 男配角         |
| 2022年          | 新传媒8频道   | 灵探                          | Brad                | 男配角         |
| 2022年          | 新传媒8频道   | 医生不是神                    | 周亦凡              | 男配角         |
| 2023年          | 新传媒8频道   | 整你的人生                    | 周安道              | 男配角         |
| 2023年          | 新传媒8频道   | SHERO                         | 关俊生              | 两大男主角之一 |
| 2024年          | 新传媒8频道   | 宠他，还是爱我？              | 周崇良              |                |
| 2025年          | 新传媒8频道   | 小娘惹之翡翠山                | 张耀祖              |                |

### 电影
| 年份   | 名称        | 角色 | 地区   | 性质   |
| 2017年 | 天公仔      | 客串 | 新加坡 | 次要角 |
| 2017年 | 新兵正传 IV | 客串 | 新加坡 | 次要角 |

### 短片
| 年份   | 名称                       | 角色 | 地区   | 性质   |
| 2014年 | Street of the Dead(死人街) | 客串 | 新加坡 | 次要角 |

### 节目
| 年份   | 频道          | 节目名称 | 期数   | 性质     | 备注                     |
| 2014年 | 新传媒8频道   | 饮食达人 | 全集   | 片段扮演 | 电视节目                 |
| 2021年 | 新传媒meWATCH | 刷一刷   | 第12集 | 嘉宾     | 网络节目、合作艺人：洪凌 |

## 奖项纪录
| 年份   | 届次                                              | 奖项       | 作品   | 角色   | 地区   | 结果 |
| 2012年 | 2012 Mister Singapore（新加坡先生）               | 亚军       | 不適用 | 不適用 | 新加坡 | 獲獎 |
| 2012年 | 第2届 8 Days Shirtless Guy Search（赤膊先生选秀） | 冠军       | 不適用 | 不適用 | 新加坡 | 獲獎 |
| 2015年 | 第21屆 紅星大獎2015                               | 最佳新人奖 | 118    | 张振辉 | 新加坡 | 提名 |